# 英格蘭圖庫
英格蘭圖庫是2001年2月日英国所有新增的登录建筑的在线摄影记录，包含了超过323000张彩色图像。

## 目的
成立英格兰图库的目的是拍摄当时英国的所有登录建筑并在网上保存。 It is part of the Historic England Archive of England’s historic environment.它是Historic England Archive中英国的历史环境的一部分。